# Windows XP Tablet PC Edition
Windows XP Tablet PC Edition – edycja systemu Windows XP przeznaczona dla komputerów osobistych klasy tablet PC i ultra mobile PC wprowadzająca możliwość kierowania systemem za pomocą rysika. Wersja TPCE systemu oparta jest na Windows XP Professional.
W systemie zastosowano rozwiązania nieobecne w pozostałych edycjach systemu Windows XP:
- Windows Journal
- klawiatura wirtualna dla tabletu PC
- gra InkBall.

System Windows XP Tablet PC Edition był wersją bliźniaczą dla Windows XP Media Center Edition i w zależności od podanego klucza, można było zainstalować go z płyt systemu przeznaczonego dla komputerów multimedialnych. Podobnie jak MCE, Windows XP Tablet PC Edition był wyposażony w dodatkowy interfejs graficzny (tzw. motyw), Energy Blue.